# Karl-Heinrich von Groddeck
Karl-Heinrich von Groddeck (alemany: Karl-Heinrich Erich Moritz von Groddeck)  (Tutow, 19 de juliol de 1936 - Müllheim, 14 de desembre de 2011), també conegut com a Moritz von Groddeck, fou un remer alemany que va competir durant les dècades de 1950 i 1960.
El 1956 va prendre part en els Jocs Olímpics d'Estiu de Melbourne, on guanyà la medalla de plata en la prova del dos amb timoner del programa de rem. Formà equip amb Horst Arndt i Rainer Borkowsky. Quatre anys més tard, als Jocs de Roma, guanyà la medalla d'or en la prova del vuit amb timoner. El 1964, a Tòquio, disputà els seus tercers, i darrers Jocs Olímpics. En aquesta ocasió guanyà la medalla de plata en la prova del vuit amb timoner.
En el seu palmarès també destaca una medalla d'or al Campionat del Món de rem de 1962 en el vuit amb timoner i cinc medalles d'or al Campionat d'Europa de rem, dues en el dos amb timoner, el 1956 i 1957, i tres en el vuit amb timoner, el 1959, 1963 i 1964. A nivell nacional guanyà dotze campionats alemanys en diferents modalitats.
Una vegada retirat va treballar com a periodista esportiu.